# بستنی دندورمه
بستنی دندورمه (ترکی استانبولی: Dondurma) یا بستی مرعشی نوعی بستنی سنتی ترکیه‌ای است که از خامه‌زده‌شده، ثعلب و مصطکی در ساخت آن استفاده می‌شود. باور بر این است این بستنی نخستین بار در شهر قهرمان‌مرعش تهیه شده است.